# نيكولاوس غيورغياس
نيكولاوس غيورغياس (باليونانية: Νίκος Γεωργέας)‏ (27 ديسمبر 1976 بكالاماتا في اليونان - ) هو لاعب كرة قدم يوناني في مركز الدفاع. لعب مع أيك أثينا وباس جيانينا وVeria F.C. ‏ وKalamata F.C. ‏.

## روابط خارجية
- نيكولاوس غيورغياس على موقع قاعدة بيانات كرة القدم.إي يو (الإنجليزية)
- نيكولاوس غيورغياس على موقع Soccerway.com (الإنجليزية)